# Sự kiện hồ Plitvice
Sự kiện hồ Plitvice (còn được biết đến là tiếng Croatia: Krvavi Uskrs na Plitvicama hoặc Plitvički krvavi Uskrs, tạm dịch là "Lễ phục sinh đẫm máu ở Plitvice") là một cuộc đụng độ vũ trang vào đầu Chiến tranh giành độc lập Croatia, xảy ra giữa cảnh sát Croatia và lực lượng vũ trang SAO Krajina (Oblast tự trị người Serb ở Krajina) tại hồ Plitvice, vào ngày 31 tháng 3 năm 1991. Xung đột nổ  ra sau khi SAO Krajina tiếp quản Vườn quốc gia hồ Plitvice, khiến Croatia phải tái chiếm khu vực này. Mỗi bên đều có 1 người thiệt mạng và điều này góp phần làm trầm trọng thêm căng thẳng sắc tộc.
Cuộc giao tranh đã thúc đẩy Đoàn Chủ tịch Nam Tư lệnh cho Quân đội Nhân dân Nam Tư (Jugoslovenska Narodna Armija – JNA) can thiệp và tạo vùng đệm giữa các lực lượng đối lập. JNA đến khu vực này vào ngày hôm sau và đưa ra tối hậu thư cho Croatia yêu cầu lực lượng cảnh sát đặc nhiệm rút quân. Mặc dù cảnh sát đã rút quân vào ngày 2 tháng 4, một đồn cảnh sát mới được thành lập, với 90 nhân viên, vẫn không di chuyển. Ba tháng sau, JNA đã bao vây và chiếm nơi này vào cuối tháng 8 năm 1991.

## Bối cảnh
Năm 1990, sau bầu cử quốc hội Croatia, căng thẳng sắc tộc giữa người Croat và người Serb trở nên tồi tệ hơn. Quân đội Nhân dân Nam Tư (Jugoslovenska Narodna Armija – JNA) đã tước vũ khí của Lực lượng Phòng thủ Lãnh thổ Croatia (Teritorijalna obrana – TO) để giảm thiểu khả năng kháng cự. Vào ngày 17 tháng 8 năm 1990, căng thẳng leo thang đã thành một cuộc nổi dậy của người Serb ở Croatia. Cuộc nổi dậy tập trung ở các khu vực người Serb chiếm đa số ở Dalmatia, xung quanh thành phố Knin, và ở các khu vực Lika, Kordun, Banovina và miền đông Croatia. Người Serbia ở Croatia thành lập Hội đồng Quốc gia Serbia vào tháng 7 năm 1990 để phối hợp phản đối chính sách theo đuổi độc lập của Tổng thống Croatia Franjo Tuđman. Milan Babić, một nha sĩ đến từ thị trấn phía nam Knin, được bầu làm chủ tịch và cảnh sát trưởng Milan Martić của Knin đã thành lập lực lượng dân quân bán quân sự. Họ sau này trở thành nhà lãnh đạo chính trị và quân sự của SAO Krajina, một nhà nước tự xưng bao gồm các khu vực người Serb sinh sống ở Croatia.
Vào đầu năm 1991, Croatia không có quân đội chính quy. Để tăng cường khả năng phòng thủ, Croatia đã tăng gấp đôi nhân viên cảnh sát lên khoảng 20.000 người. Lực lượng hiệu quả nhất là 3.000 cảnh sát đặc nhiệm trong mười hai tiểu đoàn theo tổ chức quân sự. Ngoài ra còn có 9.000–10.000 cảnh sát dự bị được tổ chức theo khu vực, được chia thành 16 tiểu đoàn và 10 đại đội nhưng thiếu vũ khí.
Trong nỗ lực củng cố quyền kiểm soát lãnh thổ, Các nhà lãnh đạo người Serb ở Croatia đã tổ chức một cuộc biểu tình chính trị tại hồ Plitvice vào ngày 25 tháng 3 năm 1991, yêu cầu khu vực này được sáp nhập vào SAO Krajina. Ba ngày sau, vào ngày 28 tháng 3, lực lượng cảnh sát đặc nhiệm SAO Krajina đã chiếm giữ khu vực này, và với sự giúp đỡ của dân thường có vũ trang, xóa bỏ quyền quản lý của người Croat đối với Vườn quốc gia hồ Plitvice. Lực lượng SAO Krajina triển khai tới hồ Plitvice được ước tính là khoảng 100 người. Khu vực này tương đối thưa thớt và không có mối đe dọa rõ ràng nào đối với người Serb ở đó. Nhà báo Tim Judah cho rằng động thái này có thể được thúc đẩy bởi mong muốn kiểm soát một con đường chiến lược chạy theo hướng Bắc - Nam xuyên qua Vườn quốc gia, kết nối các cộng đồng người Serb ở vùng Lika và Banovina.

## Diễn biến
Croatia đã triển khai lực lượng cảnh sát đặc nhiệm, đặc biệt là Đơn vị chống khủng bố Lučko, các đơn vị cảnh sát đặc nhiệm Rakitje và Sljeme đóng tại và xung quanh Zagreb, được hỗ trợ bởi lực lượng cảnh sát bổ sung từ Karlovac và Gospić để tái chiếm khu vực hồ Plitvice. Lực lượng cảnh sát Croatia do Josip Lucić chỉ huy đã sử dụng nhiều xe buýt và xe khách, cũng như một tàu chở bọc thép để tiếp cận khu vực hồ Plitvice. Một đội chủ lực gồm 180 người của Đơn vị Cảnh sát Đặc biệt Rakitje, do Lucić trực tiếp chỉ huy, đã đến trong sương mù dày đặc, dọc theo con đường chính từ Zagreb qua cầu sông Korana. Cây cầu đã năm dưới sự kiểm soát của đơn vị này trước nửa đêm ngày 31 tháng 3 năm 1991. Một lực lượng phụ trợ đã tiếp cận hồ Plitvice thông qua làng Ličko Petrovo Selo, trong khi các đơn vị cảnh sát đặc nhiệm Kumrovec (SPU) được triển khai ở khu vực giữa hồ và Gospić, nơi lực lượng này chiếm được Đèo Ljubovo để bảo vệ sườn phải của nhánh tiến chính. Tổng lực lượng tấn công bao gồm khoảng 300 người.
Đoàn quân đã bị phục kích ở một chiến lũy lực lượng SAO Krajina dựng lên gần hồ Plitvice trước 7:00 sáng Chủ nhật ngày Phục sinh, 31 tháng 3 năm 1991. Lực lượng SAO Krajina đã tấn công các xe chở cảnh sát Croatia và giữ vị trí cho đến khi quay trở lại bưu điện Vườn quốc gia 2 tiếng rưỡi sau đó. Cuộc tiến công của Croatia, cản trở bởi tuyết dày, đã thành công với sáu người bị thương. Lực lượng tấn công đã bảo vệ được các mục tiêu vào lúc 11 giờ sáng. Khi chiến dịch tấn công hoàn thành, quân đội Croatia đã có thương vong đầu tiên trong Chiến tranh giành độc lập Croatia. Ngay sau đó, Lực lượng Không quân Nam Tư đã điều động một máy bay trực thăng Mil Mi-8 tham gia cứu thương cho cả hai bên và rời khỏi khu vực sau 1 giờ rưỡi. Chiếc trực thăng được điều động bởi Đại tá Anton Tus, người đứng đầu Lực lượng Không quân Nam Tư vào thời điểm đó, theo yêu cầu của Josip Boljkovac, Bộ trưởng Nội vụ Croatia. Khi giao tranh xung quanh Plitvice kết thúc, một số tiếng nổ súng lẻ tẻ được báo cáo gần Titova Korenica, ở phía nam. Chiều cùng ngày, một đồn cảnh sát Croatia được thành lập tại hồ Plitvice và Tomislav Iljić được bổ nhiệm làm sĩ quan chỉ huy. Đồn có khoảng 90 nhân viên cảnh sát được điều động từ Gospić.
Đoàn Chủ tịch Nam Tư đã họp khẩn cấp vào buổi tối cùng ngày để thảo luận về sự việc. Trước sự kiên quyết của đại diện Serbia, Borisav Jović, JNA được lệnh can thiệp, giành quyền kiểm soát khu vực và ngăn chặn các cuộc đụng độ tiếp theo. Quốc hội Serbia cũng đã tổ chức một phiên họp khẩn cấp, coi cuộc đụng độ là một casus belli ảo và bỏ phiếu để cung cấp cho người Serb ở Krajina "mọi sự trợ giúp cần thiết" trong cuộc xung đột với Zagreb. Ngày hôm sau, SAO Krajina đã thông qua một nghị quyết rằng lãnh thổ này sẽ được hợp nhất vào Serbia, cũng như sử dụng hiến pháp và luật pháp của Serbia trong các khu vực do người Serb ở Croatia. Các nhà chức trách Croatia cáo buộc Tổng thống Serbia, Slobodan Milošević, dàn dựng tình trạng bất ổn nhằm phá vỡ quyết tâm độc lập của Croatia trừ khi Nam Tư trở thành một bang liên. Croatia cũng cáo buộc Serbia âm mưu lôi kéo JNA lật đổ chính phủ Croatia.

### Sự can thiệp của JNA
Vào ngày 1 tháng 4, JNA triển khai các Quân khu 1 và 5 đã thiết lập một vùng đệm để ngăn cách 2 bên tại hồ Plitvice. Lực lượng tham gia gồm một tiểu đoàn thiết giáp của Lữ đoàn thiết giáp 329 đóng tại Banja Luka, một tiểu đoàn của Lữ đoàn Lục quân sơn địa số 6 đóng tại Delnice, một đại đội trinh sát và một tiểu đoàn cơ giới của Lữ đoàn thiết giáp 4 đóng tại Jastrebarsko và Karlovac, một tiểu đoàn của Trung đoàn pháo phòng không hạng nhẹ 306 tại Zagreb, đại đội tín hiệu của Trung đoàn tín hiệu 367 tại Samobor, đại đội thuộc Tiểu đoàn cảnh sát quân sự số 13 đóng tại Rijeka và một đội pháo phòng không từ Lữ đoàn cơ giới vô sản 13 có trụ sở tại Rijeka. Cuối cùng, Quân khu 5 thiết lập một sở chỉ huy tiền phương tại hồ Plitvice. Lực lượng JNA tại Plitvice do Ivan Štimac chỉ huy.
Sĩ quan chỉ huy của Quân khu 5, Andrija Rašeta, tổng chỉ huy cuộc can thiệp của JNA, nói với báo chí rằng người của ông không bảo vệ bên nào và chỉ ở đó để ngăn chặn các cuộc đối đầu sắc tộc trong một khoảng thời gian không xác định. Tuy nhiên, chính phủ Croatia đã phản ứng dữ dội trước động thái của JNA. Trợ lý của Tuđman, Mario Nobilo, cho rằng JNA đã nói với các quan chức Croatia họ sẽ giao chiến với cảnh sát nếu lực lượng này không rời khỏi Plitvice. Trong một bài phát biểu trên đài phát thanh, Tuđman nói rằng JNA sẽ bị coi là đội quân chiếm đóng thù địch nếu hành động của họ không thay đổi. Vào ngày 2 tháng 4, JNA đưa tối hậu thư cho nhà chức trách Croatia, yêu cầu cảnh sát rời khỏi Plitvice. Lực lượng cảnh sát đặc nhiệm rời Plitvice cùng ngày, nhưng 90 sĩ quan thuộc sở cảnh sát mới thành lập vẫn ở nguyên tại chỗ.

## Kết quả
Cảnh sát Josip Jović là người Croat duy nhất thiệt mạng trong sự kiện. Lực lượng SAO Krajina cũng có thương vong đầu tiên — Rajko Vukadinović, người Serb ở Croatia đầu tiên tử vong trong cuộc chiến. Tổng cộng 20 người bị thương, bảy người là cảnh sát Croatia. Lực lượng Croatia đã bắt được 29 người thuộc SAO Krajina, 18 người trong số đó chính thức bị buộc tội nổi dậy. Trong số các tù nhân có Goran Hadžić, sau này trở thành Tổng thống của Cộng hòa Serbia Krajina, mặc dù ông đã nhanh chóng được trả tự do. Việc trả tự do cho Hadžić được các nhà chức trách giải thích là một cử chỉ thiện chí, nhưng Boljkovac cho răng Hadžić được trả tự do vì đã cộng tác với chính quyền Croatia vào năm 1991. Khoảng 400 khách du lịch, đa số là người Ý, đã được sơ tán khỏi hồ Plitvice sau trận giao tranh.
Cuộc đụng độ tại hồ Plitvice làm trầm trọng tình hình chung ở Croatia và dẫn đến sự leo thang xung đột. Mặc dù lực lượng Croatia và Serb đã bị chia cắt bởi JNA tại hồ Plitvice, tình hình trong khu vực vẫn tiếp tục xấu đi sau cuộc đụng độ. Tại Plaški gần đó, cảnh sát Croatia rời đồn cảnh sát địa phương và được thay thế bởi các sĩ quan người Serb. Cả SAO Krajina và lực lượng Croatia đã thiết lập một số rào chắn trên con đường Saborsko – Lička Jasenica – Ogulin. Đến mùa hè, các cuộc phong tỏa được mở rộng đến phía bắc của Plaški và phía nam của Saborsko, nơi chính quyền Croatia thành lập một đồn cảnh sát khác gồm 30 người vào ngày 2 tháng 4. Chỉ các phương tiện JNA mới được phép vượt qua rào chắn, dẫn đến tình trạng thiếu lương thực, thuốc men và điện trong khu vực.
Vào ngày 2 tháng 5, Đảng Dân chủ Serb, đảng cầm quyền tại SAO Krajina, đã tổ chức một cuộc tuần hành phản đối đến hồ Plitvice và một cuộc biểu tình chính trị yêu cầu cảnh sát Croatia rút khỏi Plitvice. Cuộc biểu tình do Babić và Vojislav Šešelj dẫn đầu đã bị JNA ngăn cản và buộc phải quay trở lại Titova Korenica. JNA đã phong tỏa đồn cảnh sát Plitvice vào ngày 1 tháng 7, với lý do cảnh sát Croatia đã bắt giữ và bỏ tù hai sĩ quan JNA. Đến ngày 6 tháng 7, lực lượng SAO Krajina và JNA bắt đầu các cuộc tấn công vào Đèo Ljubovo về phía đông nam của hồ Plitvice, trên đường Titova Korenica – Gospić, đánh đuổi Lực lượng Vệ binh Quốc gia Croatia trở lại và đánh chiếm đèo vào cuối tháng. Trong suốt mùa hè, JNA tiếp tục giao chiến với các lực lượng Croatia tại Lika bằng cách sử dụng các đơn vị được triển khai đến hồ Plitvice vào tháng Tư. Chiến sự leo thang hơn nữa vào ngày 30 tháng 8, khi JNA chiếm được đồn cảnh sát Plitvice và ngày hôm sau khi Trận Gospić bắt đầu.
Jović phần lớn được xem ở Croatia là thương vong đầu tiên trong Chiến tranh giành độc lập của Croatia. Một tượng đài dành riêng cho ông đã được dựng lên tại nơi sinh Aržano vào năm 1994. Sau chiến tranh, một đài tưởng niệm đã được dựng lên tại nơi Jović  hi sinh, nơi hàng năm tổ chức lễ tưởng niệm cuộc đụng độ. Cuộc đụng độ và cái chết của Jović được tưởng niệm hàng năm tại hồ Plitvice.

## Trích dẫn
1. ↑  Hoare 2010, tr. 117.
2. ↑  Hoare 2010, tr. 118.
3. ↑  The New York Times 19 August 1990.
4. ↑  ICTY 12 June 2007.
5. ↑  Repe 2009, tr. 141–142.
6. ↑  CIA 2002, tr. 86.
7. 1 2  CIA 2002, tr. 90.
8. 1 2 3 4  Nazor 2007, tr. 60.
9. ↑  Mesić 2004, tr. 211.
10. 1 2 3 4  Judah 2009, tr. 175–176, 244.
11. 1 2 3  Večernji list 29 March 2013.
12. ↑  Hrvatski vojnik October 2012.
13. ↑  MUP 2010, tr. 26.
14. 1 2 3  HMDCDR 2007, tr. 104.
15. 1 2  Jutarnji list 30 March 2006.
16. 1 2  The New York Times 1 April 1991.
17. 1 2  Wachtel & Bennett 2012, tr. 40.
18. ↑  Armatta 2010, tr. 462.
19. 1 2  Marijan 2006, tr. 225.
20. ↑  Slobodna Dalmacija 30 March 2001.
21. ↑  Bennett 1995, tr. 150.
22. ↑  Meier 2013, tr. 171.
23. ↑  Goldstein 1999, tr. 220.
24. ↑  Crnobrnja 1996, tr. 157.
25. ↑  MUP 29 March 2011.
26. ↑  Večernji list 30 May 2011.
27. ↑  Grandits & Leutloff 2003, tr. 36–37.
28. ↑  ICTY 12 June 2007, tr. 72–73.
29. 1 2  ICTY 12 June 2007, tr. 73.
30. ↑  ICTY 12 June 2007, tr. 79.
31. ↑  Marijan 2006, tr. 226.
32. ↑  Marijan 2006, tr. 228.
33. ↑  Marijan 2006, tr. 229.
34. ↑  Večernji list 31 March 2013 (a).
35. ↑  Novi list 31 March 2012.
36. ↑  Večernji list 31 March 2013 (b).

### Sách
- Armatta, Judith (2010). Twilight of Impunity: The War Crimes Trial of Slobodan Milosevic. Durham, North Carolina: Duke University Press. ISBN 978-0-82234746-0.
- Bennett, Christopher (1995). Yugoslavia's Bloody Collapse: Causes, Course and Consequences. London, England: C. Hurst & Co. ISBN 9781850652328.
- Central Intelligence Agency, Office of Russian and European Analysis (2002). Balkan Battlegrounds: A Military History of the Yugoslav Conflict, 1990–1995. Washington, D.C.: Central Intelligence Agency. OCLC 50396958.
- Crnobrnja, Mihailo (1996). The Yugoslav Drama. Montreal, Quebec: McGill-Queen's University Press. ISBN 9780773566156.
- Goldstein, Ivo (1999). Croatia: A History. Montreal, Quebec: McGill-Queen's University Press. ISBN 9780773520172.
- Grandits, Hannes; Leutloff, Carolin (2003). "Discourses, Actors, Violence: The Organisation of War-Escalation in the Krajina Region of Croatia 1990–91". Trong Koehler, Jan; Zürcher, Christoph (biên tập). Potentials of Disorder: Explaining Conflict and Stability in the Caucasus and in the Former Yugoslavia. Manchester, England: Manchester University Press. tr. 23–45. ISBN 9780719062414.
- Hoare, Marko Attila (2010). "The War of Yugoslav Succession". Trong Ramet, Sabrina P. (biên tập). Central and Southeast European Politics Since 1989. Cambridge, England: Cambridge University Press. tr. 111–136. ISBN 978-1-139-48750-4.
- Judah, Tim (2009). The Serbs: History, Myth and the Destruction of Yugoslavia. New Haven, Connecticut: Yale University Press. ISBN 9780300158267.
- Meier, Viktor (2013). Yugoslavia: A History of its Demise. London, England: Routledge. ISBN 9781134665105.
- Mesić, Stjepan (2004). The Demise of Yugoslavia: A Political Memoir. Budapest, Hungary: Central European University Press. ISBN 978-963-9241-81-7.
- Nazor, Ante (2007). Počeci suvremene hrvatske države: kronologija procesa osamostaljenja Republike Hrvatske: od Memoranduma SANU 1986. do proglašenja neovisnosti 8. listopada 1991 [Beginnings of the Modern Croatian State: A Chronology of the Independence of the Republic of Croatia: from 1986 SANU Memorandum to the Declaration of Independence on 8 October 1991] (bằng tiếng Croatia). Zagreb, Croatia: Croatian Homeland War Memorial Documentation Centre. ISBN 9789537439019.
- Petković, T. (2007). "Odelenju bezbednosti KRV i PVO, Sumarni izveštaj za 02.04.1991.g." [To Security Department of the Air Force and Air Defence Command, Summary Report for 2 April 1991]. Trong Rupić, Mate (biên tập). Republika Hrvatska i domovinski rat 1990.-1995., dokumenti, knjiga 1 [Republic of Croatia and the Croatian War of Independence 1991–95, Documents, Volume 1] (PDF) (bằng tiếng Serbia). Zagreb, Croatia: Croatian Memorial-Documentation Centre of the Homeland War. tr. 102–104. ISBN 9789537439033. Bản gốc (PDF) lưu trữ ngày 26 tháng 11 năm 2016. Truy cập ngày 13 tháng 9 năm 2013.
- Repe, Božo (2009). "Balkan Wars". Trong Forsythe, David P. (biên tập). Encyclopedia of Human Rights, Volume 1. Oxford, England: Oxford University Press. tr. 138–147. ISBN 978-0-19-533402-9.
- Wachtel, Andrew; Bennett, Christopher (2012). "The Dissolution of Yugoslavia". Trong Ingrao, Charles W.; Thomas Allan Emmert (biên tập). Confronting the Yugoslav Controversies: A Scholars' Initiative. West Lafayette, Indiana: Purdue University Press. tr. 13–47. ISBN 978-1-55753-533-7.

### Tạp chí học thuật
- Marijan, Davor (tháng 12 năm 2006). "Djelovanje JNA i pobunjenih Srba u Lici 1990.-1992. godine" [Activities of the JNA and rebel Serbs in Lika in 1991–1992]. The Review of Senj (bằng tiếng Croatia). Quyển 33 số 1. City Museum Senj – Senj Museum Society. ISSN 0582-673X.

### Báo chí
- Capar, Luka (ngày 29 tháng 3 năm 2013). "Obljetnica: 'Krvavi Uskrs' na Plitvicama 1991. godine" [Anniversary: "Bloody Easter" at Plitvice, 1991]. Večernji list (bằng tiếng Croatia). ISSN 1333-9192. Lưu trữ bản gốc ngày 14 tháng 10 năm 2013.
- Capar, Luka (ngày 31 tháng 3 năm 2013). "Obljetnica: Josip Jović – prva žrtva Domovinskog rata" [Anniversary: Josip Jović – the First Victim of the Croatian War of Independence]. Večernji list (bằng tiếng Croatia). ISSN 1333-9192. Lưu trữ bản gốc ngày 13 tháng 10 năm 2013.
- Dukić, Snježana (ngày 30 tháng 3 năm 2001). "Na okruglom stolu i general Ivan Štimac koji je zapovijedao tenkovima JNA na Plitvicama!" [General Ivan Štimac who Commanded JNA Tanks at Plitvice Attends Roundtable!]. Slobodna Dalmacija (bằng tiếng Croatia). ISSN 1333-9192. Lưu trữ bản gốc ngày 29 tháng 10 năm 2013.
- "Obilježena 21. obljetnica akcije "Plitvice" i pogibije Josipa Jovića" [The 21st Anniversary of the Operation Plitvice and Death of Josip Jović Marked]. Novi list (bằng tiếng Croatia). HINA. ngày 31 tháng 3 năm 2012. ISSN 1334-1545. Lưu trữ bản gốc ngày 1 tháng 4 năm 2012.
- Perica, Silvana; Bičak, Snježana (ngày 30 tháng 5 năm 2011). "Boljkovac: Goran Hadžić bio je mirotvorac, surađivao je 1991" [Boljkovac: Goran Hadžić was a Peacemaker, he Collaborated in 1991]. Večernji list (bằng tiếng Croatia). ISSN 1333-9192. Lưu trữ bản gốc ngày 29 tháng 10 năm 2013.
- Radoš, Ivica (ngày 30 tháng 3 năm 2006). "Obljetnica krvavog Uskrsa 1991.: Posljednje riječi su mu bile: 'Tata, tata'" [1991 Bloody Easter Anniversary: His Last Words were: Dad, Dad]. Jutarnji list (bằng tiếng Croatia). ISSN 1331-5692. Bản gốc lưu trữ ngày 29 tháng 10 năm 2013.
- "Roads Sealed as Yugoslav Unrest Mounts". The New York Times. Reuters. ngày 19 tháng 8 năm 1990. ISSN 0362-4331. Lưu trữ bản gốc ngày 21 tháng 9 năm 2013.
- Sudetic, Chuck (ngày 1 tháng 4 năm 1991). "Deadly Clash in a Yugoslav Republic". The New York Times. ISSN 0362-4331. Lưu trữ bản gốc ngày 14 tháng 6 năm 2013.
- Vidović, Iva (ngày 31 tháng 3 năm 2013). "Branitelji se povukli sa skupa na Plitvicama: Gdje je predsjednik?!" [Veterans Pull Out of the Plitivce Event: Where is the President?!]. Večernji list (bằng tiếng Croatia). ISSN 1333-9192. Lưu trữ bản gốc ngày 14 tháng 10 năm 2013.

### Khác
- "In memoriam: Josip Jović" (bằng tiếng Croatia). Ministry of the Interior (Croatia). ngày 29 tháng 3 năm 2011. Bản gốc lưu trữ ngày 27 tháng 4 năm 2014.
- Nazor, Ante (tháng 10 năm 2012). "Krvavi Uskrs – Akcija Plitvice" [Bloody Easter – Operation Plitvice]. Hrvatski vojnik (bằng tiếng Croatia). Số 407. Ministry of Defence (Croatia). ISSN 1333-9036. Bản gốc lưu trữ ngày 27 tháng 4 năm 2014. Truy cập ngày 17 tháng 9 năm 2013.
- "The Prosecutor vs. Milan Martic – Judgement" (PDF). Tòa án Hình sự Quốc tế về Nam Tư cũ. ngày 12 tháng 6 năm 2007.
- Žužul, Marija (2010). "Josip Jović – Prva žrtva Domovinskog rata" [Josip Jović – The First Victim of the Croatian War of Independence]. Trong Kreš, Marija (biên tập). Policija u Domovinskom ratu 1990.-1991 [Police in the Croatian War of Independence 1990–1991] (PDF) (bằng tiếng Croatia). Ministry of the Interior (Croatia). tr. 21–27. Bản gốc (PDF) lưu trữ ngày 3 tháng 7 năm 2017. Truy cập ngày 13 tháng 9 năm 2013.